# 無人地面載具

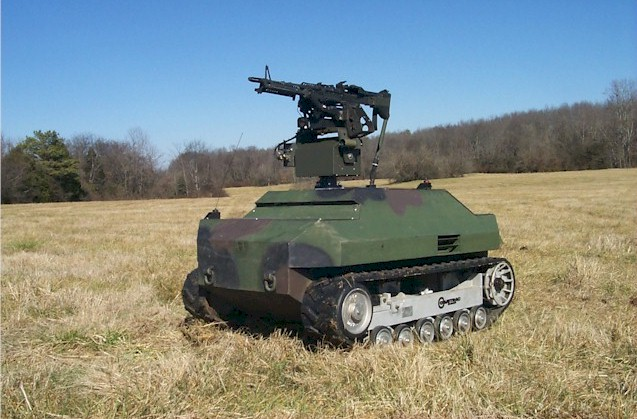
裝備履帶的戰鬥用無人機。

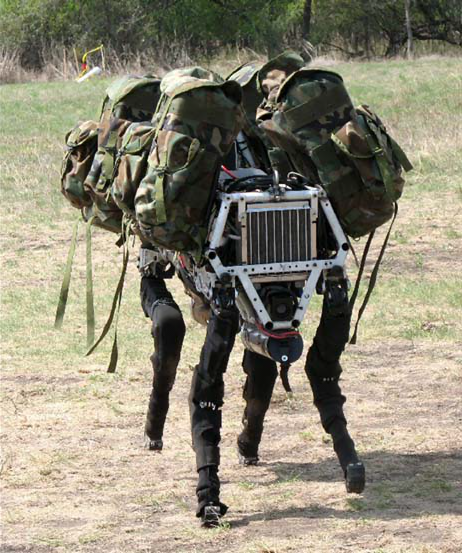
「大狗」是設計用於穿越複雜地形的四足無人機。

無人地面載具（Unmanned ground vehicle、縮寫為UGV），或稱地面無人機、地上無人機，是一種無須搭載成員並在地面運行的載具。應用於對人員不方便、危險或不能進入的地方，例如對炸彈的探測與處理。一些無人地面載具是從載人載具改裝而成的也有娛樂用途的地面無人機。自動駕駛汽車也可視為廣義的無人地面載具。